# Ventarron
Ventarron är en tempelruin vid kusten i norra Peru. Ruinens ålder är cirka 4000 år och den ligger i Lambayeque, 760 km norr om Lima. Ventarron ligger också i närheten av Sipán, en annan arkeologisk lokal. Ruinen ligger i en dal och dess väggmålningar är de äldsta som påträffats på den amerikanska kontinenten. 